# Škoda 7Tr
Škoda 7Tr – model czechosłowackiego trolejbusu produkowanego w pierwszej połowie lat 50. XX wieku w zakładach Škoda (ówcześnie funkcjonujących pod nazwą Závody Vladimíra Iljiče Lenina).

## Konstrukcja
Trolejbus 7Tr konstrukcyjnie wywodzi się od poprzednika - Škody 6Tr od której różni się tylko nieznacznie detalami karoserii i wyposażenia elektrycznego. Jest to dwuosiowy wóz z samonośną karoserią. Szkielet jest zbudowany ze specjalnych elementów stalowych. Wewnętrzne ściany są wyłożone tworzywem sztucznym. Do wymiany pasażerów służy troje drzwi harmonijkowych.
Większość wozów 7Tr po 1968 r. przeszło przebudowę urządzeń elektrycznych, które stały się prawie identyczne z tymi ze Škody 8Tr. Tak zmodyfikowane pojazdy oznaczono 8Tr12.

## Prototyp
W roku 1950 wyprodukowano prototyp trolejbusu Škoda 7Tr. Został sprzedany do Děčína, gdzie otrzymał numer 5. W eksploatacji był do 1964, kiedy to został wycofany, a następnie prawdopodobnie zezłomowany.

## Dostawy
W latach 1950–1955 w 6 seriach wyprodukowano 173 egzemplarze.
| Państwo                              | Miasto               | Lata dostaw    | Liczba | Numery taborowe   | Uwagi                            |       |
| ------------------------------------ | -------------------- | -------------- | ------ | ----------------- | -------------------------------- | ----- |
| Republika Czechosłowacka (1948–1960) | Bratysława           | 1951           | 10     | 81–90             |                                  | [ 1 ] |
| Republika Czechosłowacka (1948–1960) | Brno                 | 1953–1954      | 16     | 16–31             |                                  | [ 1 ] |
| Republika Czechosłowacka (1948–1960) | Czeskie Budziejowice | 1951–1954      | 22     | 10, 13–33         |                                  | [ 1 ] |
| Republika Czechosłowacka (1948–1960) | Děčín                | 1950–1954      | 13     | 5, 6, 8–15, 17–19 |                                  | [ 1 ] |
| Republika Czechosłowacka (1948–1960) | Hradec Králové       | 1951–1953      | 10     | 56–65             |                                  | [ 1 ] |
| Republika Czechosłowacka (1948–1960) | Igława               | 1951–1954      | 9      | 7–15              |                                  | [ 1 ] |
| Republika Czechosłowacka (1948–1960) | Mariańskie Łaźnie    | 1952           | 5      | 1–5               |                                  | [ 1 ] |
| Republika Czechosłowacka (1948–1960) | Most i Litvínov      | 1955           | 3      | 102, 107, 110     |                                  | [ 1 ] |
| Republika Czechosłowacka (1948–1960) | Opawa                | 1952–1954      | 12     | 1–12              |                                  | [ 1 ] |
| Republika Czechosłowacka (1948–1960) | Ostrawa              | 1952           | 6      | 1–6               |                                  | [ 1 ] |
| Republika Czechosłowacka (1948–1960) | Pardubice            | 1952–1954      | 12     | 101–109, 118–120  |                                  | [ 1 ] |
| Republika Czechosłowacka (1948–1960) | Pilzno               | 1952–1955      | 26     | 136–161           |                                  | [ 1 ] |
| Republika Czechosłowacka (1948–1960) | Cieplice             | 1952–1955      | 13     | 101–110           | numery 104–106 nadano dwukrotnie | [ 1 ] |
| Republika Czechosłowacka (1948–1960) | Zlin i Otrokovice    | 1951–1954      | 10     | 17–26             |                                  | [ 1 ] |
| Polska                               | Warszawa             | 1954–1955      | 5      | 86–90             |                                  |       |
| Łączna liczba:                       | Łączna liczba:       | Łączna liczba: | 173    |                   |                                  |       |